# Tiếng Romblomanon
Tiếng Romblomanon là một ngôn ngữ thuộc nhóm Visaya trong nhóm ngôn ngữ Philippine thuộc ngữ tộc Malay-Polynesia của ngữ hệ Nam Đảo.
Ngôn ngữ này được sử dụng tại tỉnh Romblon của Philippines. Ngôn ngữ này cũng được gọi là Ini, Tiyad Ini, Basi, Niromblon, Sibuyanon, và Bisaya.